# Deutsche Ortswappenrolle
Die Deutsche Ortswappenrolle (DOWR) ist ein von dem gemeinnützigen Verein Herold geführtes Register deutscher Ortswappen. In ihr werden seit 2011 auf Antrag und nach Prüfung Wappen von kommunalrechtlich nicht selbstständigen Ortschaften und Ortsteilen registriert. Über die Eintragung wird ein Wappenbrief erstellt, der den Wappenstifter, das Wappenbild und die Festlegung dokumentiert, welcher Personenkreis Führungsrecht an diesem Wappen haben soll. Initiator der Deutschen Ortswappenrolle war Jörg Mantzsch.
Derartige Wappen sind keine Hoheitszeichen, aber wichtige Zeichen regionaler Identifikation und örtlicher Selbstdarstellung. Wappenstifter sind daher zumeist Ortschaftsvertretungen und örtliche Vereine oder Verbände.

## Liste der eingetragenen Ortswappen
Folgende Auflistung führt die Ortswappen der in der Deutschen Ortswappenrolle eingetragenen Ortschaften, Ortsteile bzw. Stadtteile auf:
| Nummer | Ortswappen                     | Ortsname            | Ortschaft Ortsteil Stadtteil | Eintragungsdatum | Wappenstifter                                                                 | Gemeinde             | Landkreis              | Bundesland          |
| ------ | ------------------------------ | ------------------- | ---------------------------- | ---------------- | ----------------------------------------------------------------------------- | -------------------- | ---------------------- | ------------------- |
| 01 ST  | Wappen von Magdeburg-Diesdorf  | Magdeburg-Diesdorf  | Stadtteil                    | 24.11.2011       | Bürger- und Heimatverein Diesdorf e. V.                                       | Magdeburg            |                        | Sachsen-Anhalt      |
| 02 NW  | Wappen von Enkesen im Klei     | Enkesen im Klei     | Ortschaft                    | 03.01.2012       | Heimatverein Enkesen im Klei e. V.                                            | Bad Sassendorf       | Soest                  | Nordrhein-Westfalen |
| 03 SN  | Wappen von Falkenhain          | Falkenhain          | Ortschaft                    | 03.01.2012       | Ortschaftsrat Falkenhain                                                      | Lossatal             | Leipzig                | Sachsen             |
| 04 SN  | Wappen von Wellerswalde        | Wellerswalde        | Ortsteil                     | 10.12.2012       | Heimatverein Wellerswalde e. V.                                               | Liebschützberg       | Nordsachsen            | Sachsen             |
| 05 SN  | Wappen von Friedersdorf        | Friedersdorf        | Ortsteil                     | 10.12.2012       | Ortschaftsrat Friedersdorf                                                    | Neusalza-Spremberg   | Görlitz                | Sachsen             |
| 06 SN  | Wappen von Meltewitz           | Meltewitz           | Ortsteil                     | 18.12.2012       | Ortschaftsrat Meltewitz                                                       | Lossatal             | Leipzig                | Sachsen             |
| 07 BR  | Wappen von Jerchel             | Jerchel             | Ortsteil                     | 18.12.2012       | Ortsbeirat Jerchel                                                            | Milower Land         | Havelland              | Brandenburg         |
| 08 BR  | Wappen von Zollchow            | Zollchow            | Ortsteil                     | 18.12.2012       | Ortsbeirat Zollchow                                                           | Milower Land         | Havelland              | Brandenburg         |
| 09 BR  | Wappen von Bahnitz             | Bahnitz             | Ortsteil                     | 18.12.2012       | Ortsbeirat Bahnitz                                                            | Milower Land         | Havelland              | Brandenburg         |
| 10 BR  | Wappen von Bützer              | Bützer              | Ortsteil                     | 18.12.2012       | Ortsbeirat Bützer                                                             | Milower Land         | Havelland              | Brandenburg         |
| 11 BR  | Wappen von Nitzahn             | Nitzahn             | Ortsteil                     | 18.12.2012       | Kulturverein Milower Land e. V.                                               | Milower Land         | Havelland              | Brandenburg         |
| 12 BR  | Wappen von Schmetzdorf         | Schmetzdorf         | Ortsteil                     | 18.12.2012       | Ortsbeirat Schmetzdorf                                                        | Milower Land         | Havelland              | Brandenburg         |
| 13 BR  | Wappen von Vieritz             | Vieritz             | Ortsteil                     | 18.02.2013       | Gemeinde Milower Land                                                         | Milower Land         | Havelland              | Brandenburg         |
| 14 BR  | Wappen von Milow               | Milow               | Ortsteil                     | 18.02.2013       | Gemeinde Milower Land                                                         | Milower Land         | Havelland              | Brandenburg         |
| 15 BR  | Wappen von Möthlitz            | Möthlitz            | Ortsteil                     | 18.02.2013       | Gemeinde Milower Land                                                         | Milower Land         | Havelland              | Brandenburg         |
| 16 BR  | Wappen von Großwudicke         | Großwudicke         | Ortsteil                     | 18.02.2013       | Gemeinde Milower Land                                                         | Milower Land         | Havelland              | Brandenburg         |
| 17 NW  | Wappen von Bad Sassendorf      | Bad Sassendorf      | Ortsteil                     | 15.03.2013       | Heimat- und Kulturverein Bad Sassendorf e. V.                                 | Bad Sassendorf       | Soest                  | Nordrhein-Westfalen |
| 18 NW  | Wappen von Beusingsen          | Beusingsen          | Ortsteil                     | 15.03.2013       | Gemeinde Bad Sassendorf                                                       | Bad Sassendorf       | Soest                  | Nordrhein-Westfalen |
| 19 NW  | Wappen von Herringsen          | Herringsen          | Ortsteil                     | 15.03.2013       | Gemeinde Bad Sassendorf                                                       | Bad Sassendorf       | Soest                  | Nordrhein-Westfalen |
| 20 NW  | Wappen von Neuengeseke         | Neuengeseke         | Ortsteil                     | 15.03.2013       | Gemeinde Bad Sassendorf                                                       | Bad Sassendorf       | Soest                  | Nordrhein-Westfalen |
| 21 NW  | Wappen von Ostinghausen        | Ostinghausen        | Ortsteil                     | 15.03.2013       | Gemeinde Bad Sassendorf                                                       | Bad Sassendorf       | Soest                  | Nordrhein-Westfalen |
| 22 HE  | Wappen von Haselstein          | Haselstein          | Ortsteil                     | 25.03.2013       | Heimat-, Kultur- und Geschichtsverein Haselstein e. V.                        | Nüsttal              | Fulda                  | Hessen              |
| 23 NI  | Wappen von Settmarshausen      | Settmarshausen      | Ortschaft                    | 25.03.2013       | Ortschaftsrat Settmarshausen                                                  | Rosdorf              | Göttingen              | Niedersachsen       |
| 24 NW  | Wappen von Heppen              | Heppen              | Ortsteil                     | 26.04.2013       | Förderverein der Löschgruppe Heppen e. V.                                     | Bad Sassendorf       | Soest                  | Nordrhein-Westfalen |
| 25 NW  | Wappen von Weslarn             | Weslarn             | Ortsteil                     | 26.04.2013       | Gemeinde Bad Sassendorf                                                       | Bad Sassendorf       | Soest                  | Nordrhein-Westfalen |
| 26 NW  | Wappen von Lohne               | Lohne               | Ortsteil                     | 26.04.2013       | Gemeinde Bad Sassendorf                                                       | Bad Sassendorf       | Soest                  | Nordrhein-Westfalen |
| 27 NW  | Wappen von Opmünden            | Opmünden            | Ortsteil                     | 16.05.2013       | Gemeinde Bad Sassendorf                                                       | Bad Sassendorf       | Soest                  | Nordrhein-Westfalen |
| 28 NW  | Wappen von Elfsen              | Elfsen              | Ortsteil                     | 16.05.2013       | Gemeinde Bad Sassendorf                                                       | Bad Sassendorf       | Soest                  | Nordrhein-Westfalen |
| 29 ST  | Wappen von Klein Rottmersleben | Klein Rottmersleben | Ortsteil                     | 25.03.2014       | Ortschaftsrat Rottmersleben                                                   | Hohe Börde           | Börde                  | Sachsen-Anhalt      |
| 30 NW  | Wappendatei fehlt noch         | Holtum              | Ortsteil                     | 08.04.2014       | Ortsvorsteher von Holtum                                                      | Werl                 | Soest                  | Nordrhein-Westfalen |
| 31 ST  | Wappen von Kakerbeck           | Kakerbeck           | Ortsteil                     | 20.05.2014       | Förderverein der Freiwilligen Ortsfeuerwehr Kakerbeck e. V.                   | Kalbe (Milde)        | Altmarkkreis Salzwedel | Sachsen-Anhalt      |
| 32 HE  | Wappen von Lorbach             | Lorbach             | Ortsteil                     | 09.09.2014       | Ortschaftsrat Lorbach                                                         | Büdingen             | Wetteraukreis          | Hessen              |
| 33 ST  | Wappen von Deetz               | Deetz               | Ortschaft                    | 16.09.2014       | Ortschaftsrat Deetz                                                           | Zerbst/Anhalt        | Anhalt-Bitterfeld      | Sachsen-Anhalt      |
| 34 ST  | Wappen von Köselitz            | Köselitz            | Ortsteil                     | 30.09.2014       | Ortschaftsrat Köselitz                                                        | Coswig (Anhalt)      | Anhalt-Bitterfeld      | Sachsen-Anhalt      |
| 35 BR  | Wappen von Schäpe              | Schäpe              | Ortsteil                     | 31.10.2014       | Förderverein Schinkel-Kirche Schäpe e. V.                                     | Beelitz              | Potsdam-Mittelmark     | Brandenburg         |
| 36 ST  | Wappen von Dretzel             | Dretzel             | Ortsteil                     | 18.11.2014       | Feuerwehrverein Dretzel e. V.                                                 | Genthin              | Jerichower Land        | Sachsen-Anhalt      |
| 37 BR  | Wappen von Buckow              | Buckow              | Ortsteil                     | 09.01.2015       | Förderverein der Feuerwehr Buckow e. V.                                       | Milower Land         | Havelland              | Brandenburg         |
| 38 ST  | Wappen von Heyrothsberge       | Heyrothsberge       | Ortschaft                    | 27.02.2015       | Förderverein der Freiwilligen Feuerwehr Heyrothsberge e. V.                   | Biederitz            | Jerichower Land        | Sachsen-Anhalt      |
| 39 ST  | Wappen von Mützel              | Mützel              | Ortschaft                    | 07.07.2015       | Ortsfeuerwehrverein Mützel e. V.                                              | Genthin              | Jerichower Land        | Sachsen-Anhalt      |
| 40 NI  | Wappen von Hollenbeck          | Hollenbeck          | Ortsteil                     | 28.07.2015       | Heimatverein Rund üm dat Dörp Hollenbeck e. V.                                | Harsefeld            | Stade                  | Niedersachsen       |
| 41 BY  | Wappendatei fehlt noch         | Neurandsberg        | Ortsteil                     | 13.10.2015       | Verein „Freie Vereinigung 1330 Neurandsberg“                                  | Rattenberg           | Straubing-Bogen        | Bayern              |
| 42 NI  | Wappen von Barbis              | Barbis              | Stadtteil                    | 30.11.2015       | Arbeitsgemeinschaft Barbiser Vereine                                          | Bad Lauterberg       | Göttingen              | Niedersachsen       |
| 43 SN  | Wappendatei fehlt noch         | Thammenhain         | Ortschaft                    | 08.12.2015       | Ortsvorstand Thammenhain                                                      | Lossatal             | Leipzig                | Sachsen             |
| 44 BR  | Wappen von Salzbrunn           | Salzbrunn           | Ortsteil                     | 14.12.2015       | Ortsbeirat Salzbrunn                                                          | Beelitz              | Potsdam-Mittelmark     | Brandenburg         |
| 45 SN  | Wappendatei fehlt noch         | Körlitz             | Ortschaft                    | 18.03.2016       | Ortsvorstand Körlitz                                                          | Lossatal             | Leipzig                | Sachsen             |
| 46 ST  | Wappen von Niegripp            | Niegripp            | Ortschaft                    | 29.03.2016       | Niegripper Carneval Club e. V.                                                | Burg                 | Jerichower Land        | Sachsen-Anhalt      |
| 47 HE  | Wappen von Kraftsolms          | Kraftsolms          | Ortsteil                     | 23.09.2016       | Interessengemeinschaft „Woilmois“                                             | Waldsolms            | Lahn-Dill-Kreis        | Hessen              |
| 48 BR  | Wappen von Grube               | Grube               | Ortsteil                     | 06.12.2016       | Gemeinnütziger Bürgerverein „Wir in Grube“ e. V.                              | Potsdam              |                        | Brandenburg         |
| 49 BR  | Wappen von Reesdorf            | Reesdorf            | Ortsteil                     | 16.12.2016       | Ortsbeirat Reesdorf                                                           | Beelitz              | Potsdam-Mittelmark     | Brandenburg         |
| 50 ST  | Wappendatei fehlt noch         | Landsberg           | Ortschaft                    | 20.12.2016       | Ortsvorstand Landsberg                                                        | Landsberg            | Saalekreis             | Sachsen-Anhalt      |
| 51 NI  | Wappendatei fehlt noch         | Drögenbostel        | Ortschaft                    | 20.12.2016       | Stadt Visselhövede                                                            | Visselhövede         | Rothenburg (Wümme)     | Niedersachsen       |
| 52 ST  | Wappen von Quarnebeck          | Quarnebeck          | Ortsteil                     | 03.02.2017       | Heimatverein Quarnebeck e. V.                                                 | Klötze               | Altmarkkreis Salzwedel | Sachsen-Anhalt      |
| 53 BR  | Wappen von Buchholz            | Buchholz            | Ortsteil                     | 21.04.2017       | Ortsbeirat Buchholz Gemeinnütziger Dorfverein                                 | Beelitz              | Potsdam-Mittelmark     | Brandenburg         |
| 54 NW  | Wappen von Oberbergstraße      | Oberbergstraße      | Ortsteil                     | 17.10.2017       | Ortsvorsteher von Oberbergstraße                                              | Werl                 | Soest                  | Nordrhein-Westfalen |
| 55 NW  | Wappen von Budberg             | Budberg             | Ortsteil                     | 23.10.2017       | Ortsvorsteher von Budberg                                                     | Werl                 | Soest                  | Nordrhein-Westfalen |
| 56 BR  | Wappen von Schlunkendorf       | Schlunkendorf       | Ortsteil                     | 05.12.2017       | Ortsbeirat Schlunkendorf                                                      | Beelitz              | Potsdam-Mittelmark     | Brandenburg         |
| 57 BR  | Wappen von Schönefeld          | Schönefeld          | Ortsteil                     | 09.02.2018       | Ortsbeirat Schönefeld                                                         | Beelitz              | Potsdam-Mittelmark     | Brandenburg         |
| 58 BR  | Wappen von Rieben              | Rieben              | Ortsteil                     | 09.02.2018       | Ortsbeirat Rieben                                                             | Beelitz              | Potsdam-Mittelmark     | Brandenburg         |
| 59 BR  | Wappen von Beelitz-Heilstätten | Beelitz-Heilstätten | Ortsteil                     | 09.02.2018       | Ortsbeirat Beelitz-Heilstätten                                                | Beelitz              | Potsdam-Mittelmark     | Brandenburg         |
| 60 HE  | Wappendatei fehlt noch         | Diebach am Haag     | Stadtteil                    | 19.04.2018       | Dorfverein Diebach am Haag e. V.                                              | Büdingen             | Wetteraukreis          | Hessen              |
| 61 NI  | Wappen Oersdorf                | Oersdorf            | Ortsteil                     | 20.04.2018       | Heimatverein „Wi Oersdörper“ e. V.                                            | Ahlerstedt           | Stade                  | Niedersachsen       |
| 62 NW  | Wappen von Mehrhoog            | Mehrhoog            | Ortsteil                     | 05.10.2018       | Mehrhooger Bürgerverein e. V.                                                 | Hamminkeln           | Wesel                  | Nordrhein-Westfalen |
| 63 HE  | Wappendatei fehlt noch         | Ober-Lais           | Ortsteil                     | 09.10.2018       | Ortsbeirat Ober-Lais                                                          | Nidda                | Wetteraukreis          | Hessen              |
| 64 HE  | Wappendatei fehlt noch         | Hofaschenbach       | Ortsteil                     | 09.11.2018       | Heimatverein Hofaschenbach e. V.                                              | Nüsttal              | Fulda                  | Hessen              |
| 65 HE  | Wappendatei fehlt noch         | Gläserzell          | Ortsteil                     | 14.12.2018       | Ortsbeirat Gläserzell                                                         | Fulda                | Fulda                  | Hessen              |
| 66 HB  | Wappen Borgfeld                | Borgfeld            | Ortsteil                     | 04.01.2019       | Bürgerverein Borgfeld e. V. Förderverein Dorfgemeinschaftshaus Borgfeld e. V. | Bremen               |                        | Bremen              |
| 67 BR  | Wappendatei fehlt noch         | Niemtsch            | Ortsteil                     | 04.02.2019       | Stadt Senftenberg                                                             | Senftenberg          | Oberspreewald-Lausitz  | Brandenburg         |
| 68 BR  | Wappen Hosena                  | Hosena              | Ortsteil                     | 04.02.2019       | Stadt Senftenberg                                                             | Senftenberg          | Oberspreewald-Lausitz  | Brandenburg         |
| 69 BR  | Wappendatei fehlt noch         | Sedlitz             | Ortsteil                     | 04.02.2019       | Stadt Senftenberg                                                             | Senftenberg          | Oberspreewald-Lausitz  | Brandenburg         |
| 70 BR  | Wappendatei fehlt noch         | Brieske             | Ortsteil                     | 04.02.2019       | Stadt Senftenberg                                                             | Senftenberg          | Oberspreewald-Lausitz  | Brandenburg         |
| 71 BR  | Wappendatei fehlt noch         | Peickwitz           | Ortsteil                     | 04.02.2019       | Stadt Senftenberg                                                             | Senftenberg          | Oberspreewald-Lausitz  | Brandenburg         |
| 72 BR  | Wappendatei fehlt noch         | Großkoschen         | Ortsteil                     | 04.02.2019       | Stadt Senftenberg                                                             | Senftenberg          | Oberspreewald-Lausitz  | Brandenburg         |
| 73 NW  | Wappendatei fehlt noch         | Oberense            | Ortsteil                     | 26.03.2019       | Kapellenverein St. Rochus Oberense e. V.                                      | Ense                 | Soest                  | Nordrhein-Westfalen |
| 74 NW  | Wappendatei fehlt noch         | Ameln               | Ortsteil                     | 10.05.2019       | Förderverein Alte Schule Ameln e. V.                                          | Titz                 | Düren                  | Nordrhein-Westfalen |
| 75 RP  | Wappen von Bäsch               | Bäsch               | Ortsteil                     | 18.06.2019       | Ortsbeirat Bäsch                                                              | Thalfang             | Bernkastel-Wittlich    | Rheinland-Pfalz     |
| 76 NW  | Wappendatei fehlt noch         | Herlinghausen       | Ortschaft                    | 25.08.2019       | Ortsheimatpfleger Rainer Herwig                                               | Warburg              | Höxter                 | Nordrhein-Westfalen |
| 77 BY  | Wappendatei fehlt noch         | Oberthingau         | Ortsteil                     | 15.10.2019       | ortsansässige Vereine und Verbände                                            | Unterthingau         | Ostallgäu              | Bayern              |
| 78 BY  | Wappendatei fehlt noch         | Sulzschneid         | Stadtteil                    | 08.11.2019       | Ortspfleger Dr. Thomas Kehle                                                  | Marktoberdorf        | Ostallgäu              | Bayern              |
| 79 HE  | Wappendatei fehlt noch         | Gelnhaar            | Stadtteil                    | 21.01.2020       | Ortsbeirat Gelnhaar                                                           | Ortenberg            | Wetteraukreis          | Hessen              |
| 80 ST  | Wappen von Renneritz           | Renneritz           | Ortschaft                    | 03.03.2020       | Heimatverein Renneritz e. V.                                                  | Sandersdorf-Brehna   | Anhalt-Bitterfeld      | Sachsen-Anhalt      |
| 81 HE  | Wappendatei fehlt noch         | Bergheim            | Ortsteil                     | 09.06.2020       | Ortsbeirat Bergheim                                                           | Ortenberg            | Wetteraukreis          | Hessen              |
| 82 BR  | Wappen von Zauchwitz           | Zauchwitz           | Ortsteil                     | 01.09.2020       | Ortsvorsteher von Zauchwitz/Körzin                                            | Beelitz              | Potsdam-Mittelmark     | Brandenburg         |
| 83 BR  | Wappen von Körzin              | Körzin              | Ortsteil                     | 01.09.2020       | Ortsvorsteher von Zauchwitz/Körzin                                            | Beelitz              | Potsdam-Mittelmark     | Brandenburg         |
| 84 BR  | Wappendatei fehlt noch         | Glienicke           | Ortsteil                     | 22.09.2020       | Dorfverein Glienicke e. V.                                                    | Rietz-Neuendorf      | Oder-Spree             | Brandenburg         |
| 85 BR  | Wappendatei fehlt noch         | Fahrland            | Ortsteil                     | 01.06.2021       | Ortsbeirat Fahrland                                                           | Potsdam              |                        | Brandenburg         |
| 86 NW  | Wappendatei fehlt noch         | Arloff-Kirspenich   | Ortsteil                     | 14.09.2021       | Dorfvereinsgemeinschaft Arloff-Kirspenich                                     | Bad Münstereifel     | Euskirchen             | Nordrhein-Westfalen |
| 87 BY  | Wappen von Knottenried-Reute   | Knottenried – Reute | Ortsteil                     | 26.10.2021       | Dorfgemeinschaft Knottenried-Reute e. V.                                      | Immenstadt im Allgäu | Oberallgäu             | Bayern              |
| 88 BR  | Wappen von Güterfelde          | Güterfelde          | Ortsteil                     | 05.11.2021       | Ortsvorsteher von Güterfelde                                                  | Stahnsdorf           | Potsdam-Mittelmark     | Brandenburg         |
| 89 NW  | Wappen von Klinkum             | Klinkum             | Ortsteil                     | 29.03.2022       | St. Hubertus Schützenbruderschaft Klinkum                                     | Wegberg              | Heinsberg              | Nordrhein-Westfalen |
| 99 NW  | Wappen von Südkamen            | Südkamen            | Ortsteil                     | 19. März 2024    | Heimatfreunde Südkamen e.V.                                                   | Kamen                | Unna                   | Nordrhein-Westfalen |

Eine Publikation ist geplant.